# Fontana delle Norne
La fontana delle Norne (Nornenbrunnen) è una fontana nel centro di Monaco di Baviera.

## Storia
Fu eretta nel 1907 da Hubert Netzeri stile liberty.

## Descrizione
La fontana rappresenta le tre Norne, le tre donne del destino tratte dalla mitologia germanica: Urd, Verdandi e Skuld. Si appoggiano a una grande vasca piena d'acqua. Tra le figure sono presenti tre bocche, dalle quali l'acqua cade in 3 vasche piatte a terra. La fontana si trovava in origine sulla piazza Stachus. Durante i lavori di costruzione della metropolitana fu portata nel 1965 nella Maximiliansplatz.